# Canal del Pont del Carbur
El canal del pont del carbur és una obra del municipi de Camprodon (Ripollès) inclosa en l'Inventari del Patrimoni Arquitectònic de Catalunya.

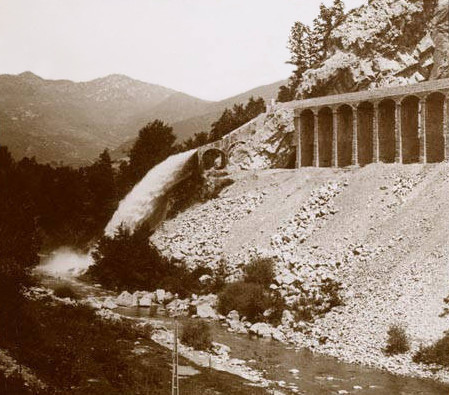
El canal abocant aigua al riu (imatge d'entre 1912 i 1924)

## Descripció
Aquest canal industrial encara en utilitat tanca un antiga pedrera. És del mateix tipus dels existents de Can Badia i Can Noguera. Aquests canals industrials formen part de la història industrial més immediata de la comarca. Lligats de gran manera al procés d'industrialització de finals del segle xix i principis del XX.